# Pietro Cantini
Pietro Cantini (Firenze, 20 febbraio 1847 – Suesca, 22 gennaio 1929) è stato un architetto italiano, che visse 49 anni in Colombia, dove realizzò gran parte delle sue opere, alcune delle quali sono state dichiarate Monumento Nazionale in Colombia.
Grazie alle sue referenze lavorarono in Colombia anche altri artisti e architetti Europei, come Luigi Ramelli, Filippo Mastellari e Cesare Sighinolfi. Nella scuola di Architettura da lui fondata, fu anche professore di altri grandi architetti colombiani.

## Biografia
Nacque ultimo di 13 figli da Michele Cantini e Elisabetta Loi, e venne battezzato col nome di Pietro Domenico Antonio Francesco Cantini.  A 20 anni compì gli studi di ingegneria nella Scuola Militare, e in seguito si specializzò in architettura nella Accademia di belle arti di Firenze, nella quale in seguito divenne anche professore.
Nel 1879 l'amico Cesare Fortini l'informò della ricerca di un architetto per la costruzione del Palazzo del Governo in Colombia (al tempo Stati Uniti di Colombia). Viaggiò quindi a Parigi, dove il 2 novembre 1880 firmò un contratto col Viceconsole colombiano Rafael García per 5 anni.
Dal porto di Saint-Nazaire si imbarcò sulla nave "El Labrador" il 6 novembre, arrivando al porto di Sabanilla (oggi Puerto Colombia). Al suo arrivo a Bogotà, il presidente Rafael Núñez ratificò il contratto. Da allora gli Stati Uniti di Colombia divennero il suo paese di residenza definitivo, a parte una breve assenza nel 1888. In questo paese conobbe anche l'italiana Pia Sighinolfi, sorella dello scultore Cesare Sighinolfi, con la quale si sposò il 4 giugno 1883 nella Chiesa delle Nevi di Bogotà.
Cantini fu anche professore di architettura nell'Università Nazionale di Colombia e nell'ottobre 1866 fondò la Scuola di Architettura, che più tardi venne integrata alla Scuola delle Belle Arti della città.
Fu l'architetto delle seguenti opere civili:

### Capitolio Nacional de Colombia

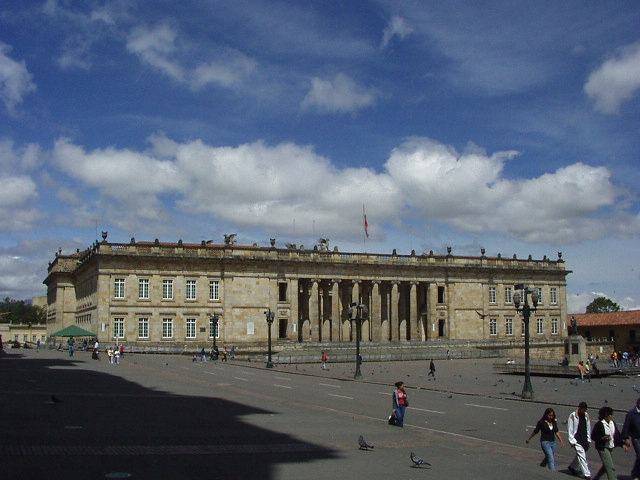
Capitolio Nacional nella Plaza de Bolívar di Bogotà.

La costruzione del Capitolio Nacional (la sede del Governo Colombiano) ebbe inizio il 20 luglio 1848 sotto il governo di Tomás Cipriano de Mosquera, il disegno iniziale fu dell architetto danese Thomas Reed. Le continue guerre civili obbligarono a sospendere le opere per molto tempo. Al suo arrivo in Colombia, Cantini riprese la costruzione dopo parecchi anni di sospensione e, esaminando la parte già costruita, decise di modificare il frontale dell'edificio.
Davanti a questo cambiamento nel progetto, lo scrittore Rafael Pombo pubblicò alcune critiche nei giornali nazionali e a sua volta propose due contro-progetti, che, all'esame dell'Accademia delle Belle Arti di San Luca a Roma, vennero ritenuti inferiori alla proposta di Cantini.
Le opere proseguirono normalmente fino al 1885, quando scoppiò una nuova guerra civile che limitò i lavori fino alla loro sospensione. Davanti a questa situazione Cantini decise di dedicarsi quindi alla costruzione del teatro nazionale. Quando ripresero i lavori del Capitolio nel 1899 si designò Antonio Clopatofsky, che si basò sui piani di Cantini per continuare le opere, continuate anni dopo anche dal francese Gaston Lelarge. Comunque, in seguito il lavoro venne interrotto nuovamente e solo il 7 agosto 1926 venne inaugurato il Capitolio, 78 anni dopo l'inizio della sua costruzione.

### Teatro di Cristóbal Colón

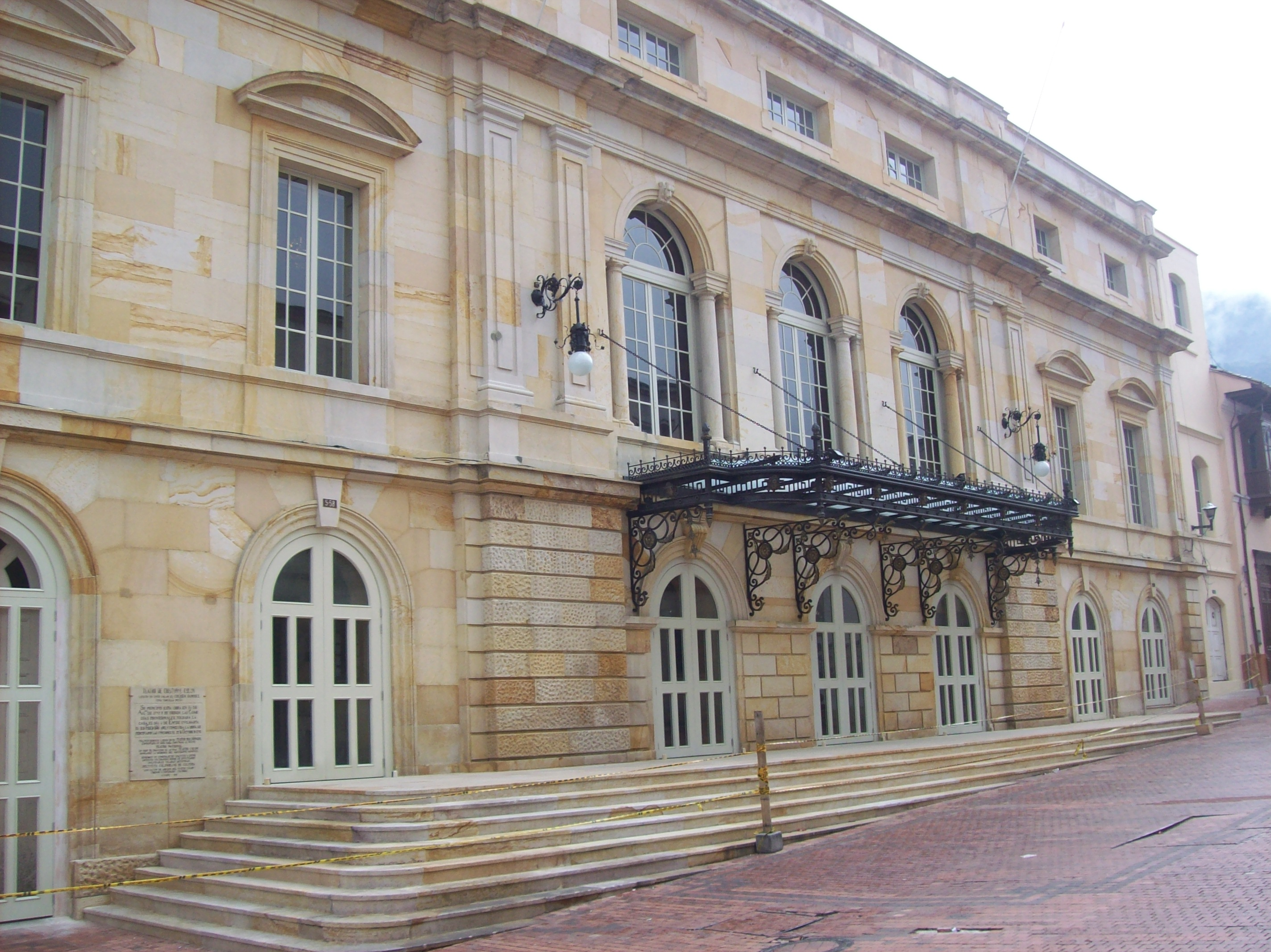
Teatro di Cristóbal Colón.

Il Presidente della Repubblica affidò a Cantini la costruzione del Teatro Nazionale nel sito dove in precedenza era ubicato il Teatro Maldonado tramite il decreto del 14 settembre 1885. Il progetto elaborato dall'architetto contemplava l'espropriazione di alcuni terreni extraurbani, dato che era necessaria un'area di 2400 m². La prima pietra venne posata il 5 ottobre 1885, e come ispettore generale Cantini nominò Eufenio Moreno, che si fece carico delle opere durante il viaggio di Cantini in Italia. Nel marzo 1889 terminava il contratto firmato col governo, ma Cantini continuò a lavorare gratuitamente fino al 1891 quando firmò un nuovo contratto. Il teatro venne inaugurato il 12 ottobre 1892 come parte dei festeggiamenti del IV centenario della scoperta dell'America, e così il teatro ricevette il nome di Cristoforo Colombo (Cristóbal Colón in spagnolo). I lavori di rifinitura continuarono comunque fino al 26 ottobre 1895, quando ebbe luogo la prima con la presentazione dell'opera Ernani di Giuseppe Verdi. Cantini non venne invitato a questa opera e solo 30 anni dopo gli venne dedicato un omaggio nel teatro. Il teatro Colón venne dichiarato Monumento Nazionale e selezionato come una delle sette meraviglie della Colombia nel sondaggio realizzato dai lettori del giornale El Tiempo nell'anno 2006.

### Tempietto del Libertador

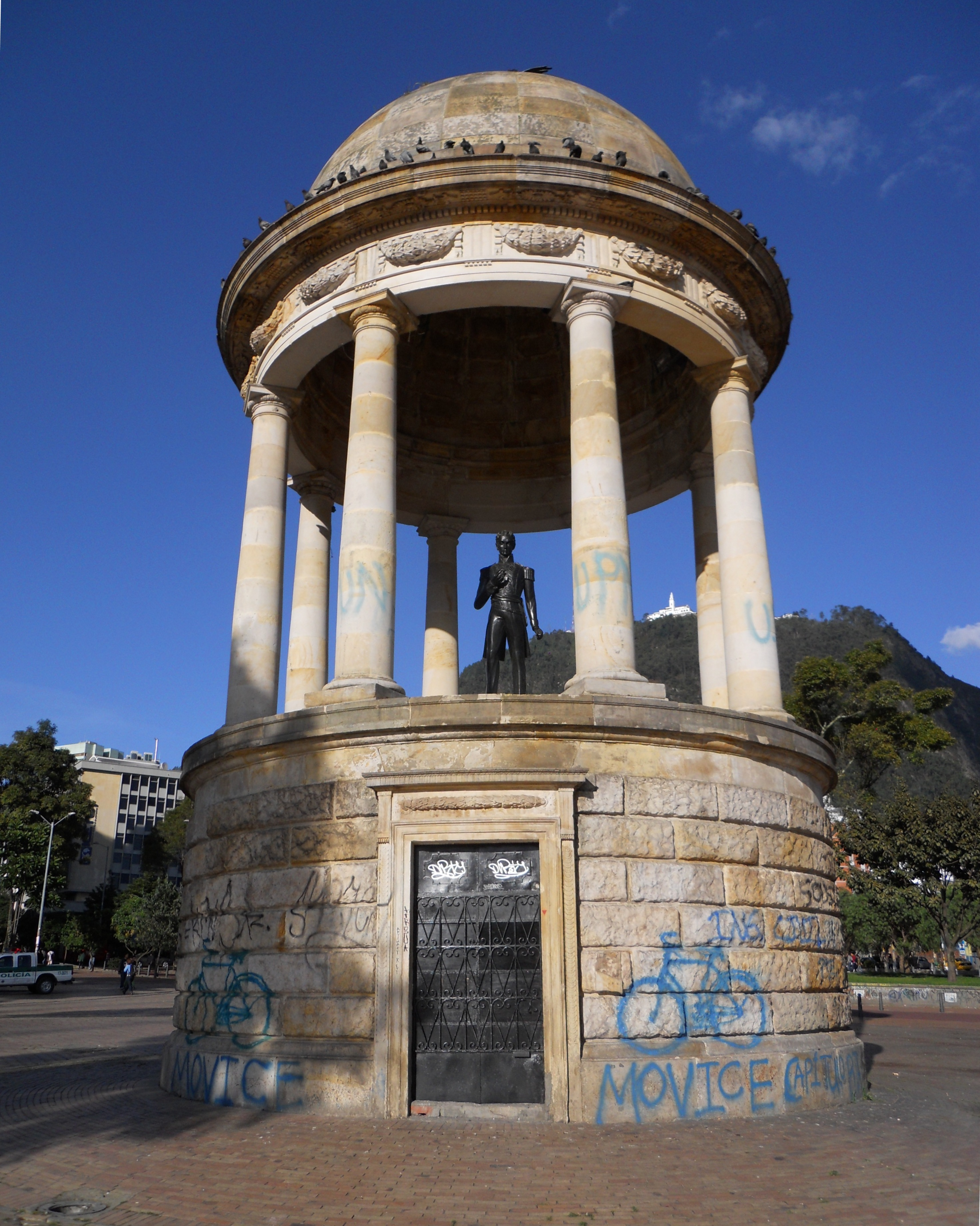
Tempietto del Libertador.

Il 24 luglio 1883 la città festeggiò il centenario della nascita di Simón Bolívar con la costruzione del Parco Centenario, ubicato nel quartiere di San Diego.  Nel parco venne collocata una statua di Simón Bolívar in un tempietto disegnato da Pietro Cantini. La statua venne scolpita dalla Casa Desprey di Parigi basandosi sul bozzetto di Alberto Urdaneta e sul tempietto venne collocata una statua di un Condor delle Ande, pure creato da Desprey. Quando venne costruita l'attuale Avenida El Dorado il tempietto venne spostato al Parco dei Giornalisti nell'Avenida Jiménez. La statua che attualmente si trova nel tempietto venne creata dall'artista Genaro Benítez il 25 maggio 1973.

### Ospedale di San José
L'ospedale di San José si iniziò a costruire il 14 agosto del 1904 in un terreno di Los Mártires donato dal generale Juan Valderrama alla Società di Chirurgia di Bogotà. In questo, Pietro Cantini lavorò gratuitamente elaborando i progetti e dirigendo la costruzione basandosi sull'ospedale Policlinico Universitario di Roma.  Fu il secondo ospedale della città dopo il San Juan de Dios. Venne inaugurato l'8 febbraio 1925.

### Altre opere
A Bogotà:
- Rimodellamento dell'edificio della Biblioteca Nazionale (1881)
- Progetto di alcune vie (1883)
- Cupola della chiesa di Santo Domingo (1888)
- Prima plaza de toros della città (1890)
- Cappella di Santa Isabel nella Cattedrale Primada (1890)
- Collegio Sagrado Corazón (1904)
- Primo edificio dell'Accademia Colombiana della Lingua nella Calle 19 con Carrera 7ª (1916)

Altre città:
- Palazzo Municipale di Suesca.
- Ospedale di Nemocón

Nel 1892 il governo italiano gli concesse l'onorificenza dell'"Ordine della Corona d'Italia".
Morì il 22 gennaio del 1929 nel municipio di Suesca (Cundinamarca) e il feretro venne posto nel mausoleo da lui disegnato nel cimitero cittadino.